# Иодковский, Юзеф
Ю́зеф Иодко́вский (пол. Jόzef Jodkowski); 20 декабря 1890, Гродно — 2 января 1950, Варшава) — польский археолог, нумизмат, архитектор. Основатель Гродненского государственного историко-археологического музея.

## Биография

### Ранние годы
Юзеф Юзефович Иодковский родился 8 (20) декабря 1890 года в Гродно (ныне Республика Беларусь) в небогатой семье ремесленника (столяра). Отец, Юзеф Феликсович Иодковский, и мать, София Юзефовна, в девичестве Заневская, происходили из небогатых шляхетских семей, проживавших в деревнях Большие Иодковичи и Заневичи Гродненского уезда Гродненской губернии. Отец работал столяром по найму и в дирекции почты и мужской гимназии. В 1896 году он открыл свою столярную мастерскую и построил дом по улице Почтовой (сейчас — Социалистическая), дом 16.
В силу большой занятости отца Юзефом занималась мать, стремившаяся дать сыну современное, для того периода, воспитание и образование. В детстве она читала ему такие книги, как, например, «Басни Польши» Антона Глинского и «Пиллигрим с Добромиля» — краткий обзор истории Польши от Мешка I до Станислава Августа Понятовского написанная Изабеллой Чарторыйской. Эти книги произвели большое впечатление на мальчика и во многом определили его будущее призвание. Также в девять лет Юзеф прочитывает «Королеву небес» — сборник новелл о Божьей Матери, написанных Марьяном Гавалевичем. В этой книге были красивые картинки, выполненные художником Петром Стахевичем, которые так понравились Юзефу, что он задумывал посвятить себя живописи.
Писать мальчик научился у работника судебного архива Доминика Беганского. Иодковский блестяще освоил каллиграфию. Для письма он использовал ручки из гусиных перьев собственного изготовления.
После подготовки под руководством будущего профессора Вильнюсского университета Станислава Костялковского Иодковский успешно сдал экзамены в Гродненскую Государственную мужскую гимназию, где учился хорошо, активно интересуясь историей родного Гродно. В то же время он начал коллекционировать рукописи и монеты. Одним из предметов в гимназии был церковнославянский язык, который Иодковский старался изучить досконально, чтобы можно было свободно читать старые документы и рукописи. Будучи ещё гимназистом, Иодковский приступил к изучению исторических памятников Гродно и его окрестностей прямо на местах. Тогда же молодой Юзеф попал под влияние Евстафия Филаретовича Орловского, известного историка Гродно. Позже Иодковский в своих работах часто ссылался на работы Орловского. Переписка между двумя учёными продолжалась до декабря 1913 г. то есть до смерти Орловского.
Благодаря преподавателю гимназии Василию Шапилову Иодковский увлёкся живописью.
Будучи гимназистом, Иодковский посещает тайные курсы по изучению польской истории и литературы, где близко знакомится с их организатором — известной писательницей Элизой Ожешко. Пани Ожешко поощряла деятельность Иодковского: она разрешала ему пользоваться личной библиотекой и послала его на каникулах с рекомендательными письмами в Варшаву. Там Иодковский познакомился с Сигизмундом Глогером, Эразмом Маевским, Шимоном Ашкенази, Александером Краусгаром и другими знаменитостями.
С 1906 г. по 1910 г. Иодковский сотрудничал с Н. И. Диковским — священником Софийского кафедрального собора. Диковский владел обширной библиотекой со старыми книгами и документами, некоторые из которых датировались XV и XVI веком. Часть найденных там материалов Иодковский передал Глогеру. Диковский также занимался исторической наукой, его авторству принадлежит труд под названием «Опыт библиографического указателя статей и заметок, касающихся истории церквей и монастырей гродненской губернии», изданный в 1894 г. Сотрудничество прерывается в связи с переездом Диковского на Кавказ.
В 1900—1910 годах в Гродно действовала ППС, за участие в ряде акций которой Иодковский попадает в списки неблагонадёжных. Вследствие этого возникла угроза исключения из гимназии без права поступления в другие учебные заведения. Узнав об этом, родители срочно послали сына для окончания учёбы в Варшаву.
После окончания гимназии Ю. Иодковский переехал в Москву, где поступил в Школу искусств, но вскоре бросил и поступил в Московский археологический институт. Любовь к истории и археологии взяли верх.

### Научная деятельность
Первая краеведческая статья Юзефа Иодковского была опубликована в 1906 году в издании «Dziennik Wileński».
Первой статьёй Иодковского, посвящённой нумизматике, была публикация о неописанной разновидности гданьского дуката Стефана Батория, битого в 1578 году. Статья была напечатана в издании «Wiadomości Numizmatyczno-Archeologiczne» в 1911 году. Монету, описанную в статье, юный Иодковский увидел в Москве в одной из частных коллекций. Годом позже в том же журнале появилась следующая статья Иодковского — публикация распоряжения короля Жигимонта Вазы от 1606 года о возобновлении продукции монет в Великом княжестве Литовском. Этот документ был найден в Министерстве юстиции, где находились Акты Литовской Метрики. На основании информации о том, что Виленский монетный двор несколько лет бездействовал, Иодковский выдвинул предположение, что португал 1604 года не был отчеканен в Литве.
В 1912 г. Ю. Иодковский с отличием окончил московский Археологический Институт по специальности «учёный археолог». Защитил диплом по теме: «Литовская гривна» и остался работать в институте лаборантом. Сохранилась редкая фотография 3-го выпуска слушателей Московского археологического института, среди выпускников можно увидеть фотографию юного Иосифа Иосифовича Иодковского.
Вскоре Иодковского был приглашён на работу в Румянцевский музей, где он изучает фонды музея, создаёт каталоги, бывает в музеях Петербурга, Варшавы, Новгорода и других городов России. Там он находит множество памятников истории и культуры, которые происходят из территории бывшей Речи Посполитой и были вывезены в Россию после её раздела. Там же встречались памятники, вывезенные во время войны 1812 года и при конфискации имущества участников восстания Костюшко, восстания 1830 года и восстания Калиновского 1863 года.
Как историк и патриот, Юзеф решил собрать и напечатать в нескольких томах книгу о польских памятникав в России. Он собрал много архивного и фактографичного материала, сделал более тысячи фотоснимков, рисунков, чертежей, но из-за отсутствия финансирования книгу издать не удалось.
В 1914 году член Московского археологического общества Ю. Иодковский направляется, хранителем памятников старины в Гродненскую, Минскую и Виленскую губернии, где он проводил археологические работы. В 1913—1914 гг. Иодковский побывал в Гродно, Лиде, Креве, Сынковичах, Супрасли, Мире и других населённых пунктах, где исследует костёлы, замки, дворцы.
В Белостоке в воеводском архиве была найдена справка от 26.03.1914, выданная в канцелярии Гродненского губернатора для предоставления полицмейстерам и урядникам губернии, следующего содержания:

«Императорское Московское археологическое общество командирует своего члена Иосифа Иосифовича Иодковского в гор. Гродно и Гродненскую губернию для производства археологических исследований и раскопов, изучения архивов, а также для осмотра, снятия фотографий, планов, зарисовок с древних церквей и других памятников. Давая знать об этом, предписываю вам оказывать Иодковскому законное содействие при исполнении им возложенных на него обществом поручений».— 
В годы Первой мировой войны Иодковский был руководителем эвакуационного пункта в Аресе, затем работал в Красном Кресте и в руководстве фортификационного интендантства.
Демобилизовался в 1919 году. Принимал участие в создании в Гродно (по образцу Варшавской) Комиссии опеки над памятниками истории и культуры по Гродно и Гродненскому повяту. Иодковский назначается ответственным секретарём. Уже на втором заседании он поднимает вопрос о создании в Гродно музея и размещении его в Старом замке. Его планы прерывает война.
19 июля 1920 года Гродно был занят войсками 3-го конного корпуса Г. Д. Гая. За день до прихода Красной армии, Юзеф Иодковский вместе с инженером В. Германом перевёз на станцию Лососна 10 больших ящиков с наиболее ценными экспонатами. А в три часа пополудни 19 июля вместе с ящиками эвакуировался во Влоцлавек. После этого Иодковский добровольно вступил в Войско Польское и участвовал в войне 1920 года.
Публикации Иодковского, а также собранные в России материалы помогли польской ревиндикационной комиссии требовать при заключении Рижского мирного договора 1921 года возвращение Польше памятников истории и культуры, вывезенных в разное время с территории бывшей Речи Посполитой.
По окончании боевых действий Иодковский возвращается в Гродно, где возобновляется работа комиссии опеки. 17 сентября 1921 года состоялось её первое заседание, после пятнадцатимесячного перерыва. Немалых усилий потребовало возвращение из Влоцлавка ранее эвакуированных ящиков с ценными экспонатами.
Для изыскания средств для дальнейшей работы по выявлению и охране памятников истории и культуры, Иодковский предлагает организовать выставку из того, что уже собрано. Через газету он обращается к жителям Гродно с просьбой принять участие в выставке, показать хранящиеся дома памятники национальной истории и культуры. Выставка под названием «Памятники края и Старого Гродно» была торжественно открыта 18 сентября 1921 года. Выставку посетили даже Юзеф Пилсудский и генерал Рыдз-Смиглый.

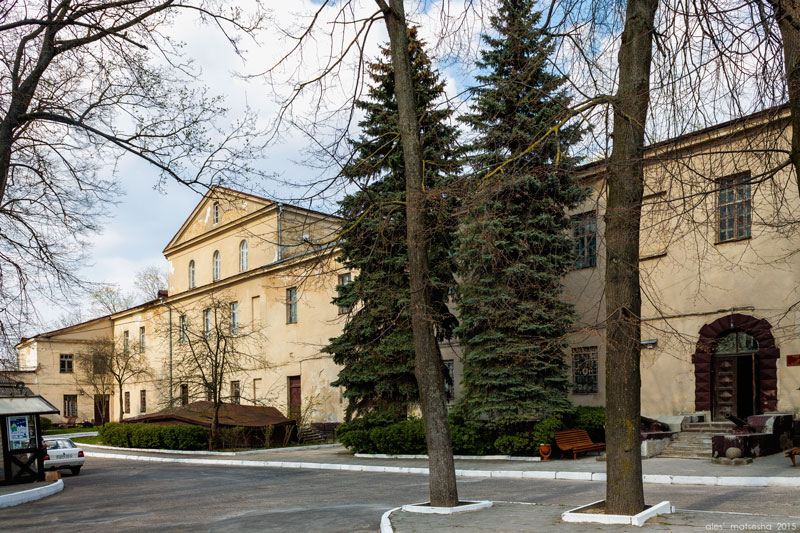
Старый Замок в Гродно

В итоге в июне 1922 года было принято решение создать в Гродно исторический музей на основе собранных экспонатов. Для него изначально выделили три комнаты в здании староства, где после надлежащего ремонта 9 декабря 1922 года открылась первая экспозиция музея. В 1924 году Иодковскому удалось уговорить командование корпуса в Гродно и городские власти на передачу части Старого Замка, в котором в то время находился Дом офицеров и ряд других военных организаций, для размещения Государственного Музея. Несколько лет ушло на реставрацию замка, укрепление Замковой горы, на создание новой экспозиции музея, которая теперь располагалась в пяти комнатах. Штат музея в те годы состоял из трех человек: директор Ю. Иодковский, столяр Н. Улейчик и сторож.
Благодаря активной работе директора Иодковского в короткое время в музее удалось укомплектовать самую большую нумизматическую коллекцию на территории северо-восточных воеводств предвоенной Польши, в которую входили ряд очень ценных и редких экземпляров. В 1931—1934 годах в издании «Wiadomości Numizmatyczno-Archeologiczne» был напечатан ряд работ Иодковского о найденных и переданных полностью или частично в гродненский музей кладах. К началу Второй Мировой войны в музейная коллекция насчитывала более 15.000 монет. К сожалению, она не сохранились до наших дней, по всей видимости была утрачена в годы войны.

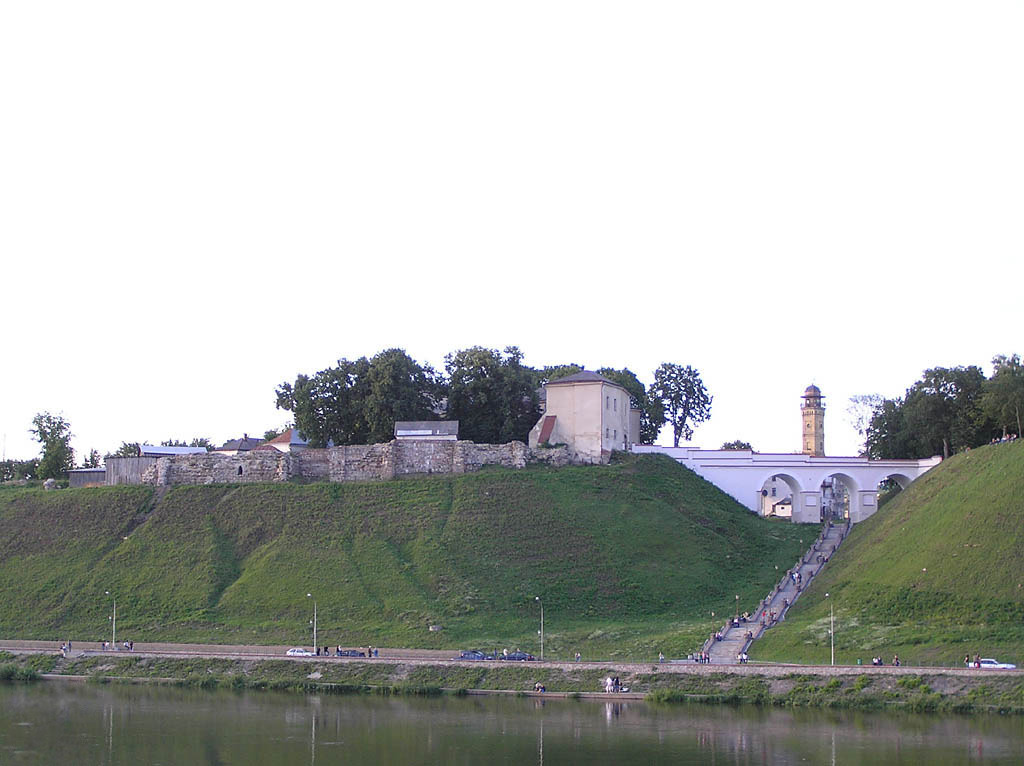
Старый Замок в Гродно со стороны Немана

Река Неман разливаясь в половодье, подмывает высокие берега, угрожая расположенным на них постройкам, что однажды привело к обрушению одной из стен Коложской церкви. Для решения этой проблемы в 1928 году были созданы Замковый Кураториум, возглавленный комендантом Гродно генералом Клебергом, и комиссия для укрепления Замковой горы, средствами которой в 1928-29 годах была построенная каменная набережная Немана и создан новый красивый бульвар у подножья Замковой Горы. Замковый Кураториум также организует и проводит работы направленные на укрепление и консервацию Замковой Горы. Эти работы начались в конце 1931 года под наблюдением Иодковского. Весной 1932 года были открыты каменные руины древнего Гродно. Параллельно проводились значительные реставрационные работы в Старом Замке, а на месте раскопок был создан «подземный музей».
В 1930 году Иодковский был награждён Серебряным крестом За Заслуги «за вклад в области архивного дела».
В то же время Иодковского начали критиковать известные коллеги. Так, профессор Р. Якимович писал, что найденный материал был перемешан Иодковским «как горох с капустой». Советский археолог Н. Н. Воронин в книге «Древнее Гродно» пишет про раскопки Иодковского следующее:

«Это были в полном смысле слова земляные работы, проводившиеся рабочими-землекопами без всякого научного наблюдения, без чертежей и какой-либо фиксации археологических находок, без всякого учёта стратиграфии и без записей научных наблюдений»— Воронин Н. Н. Древнее Гродно // Материалы и исследования по археологии СССР. № 31. Материалы и исследования по археологии древнерусских городов. — Москва, 1954. — Т. 3.
.

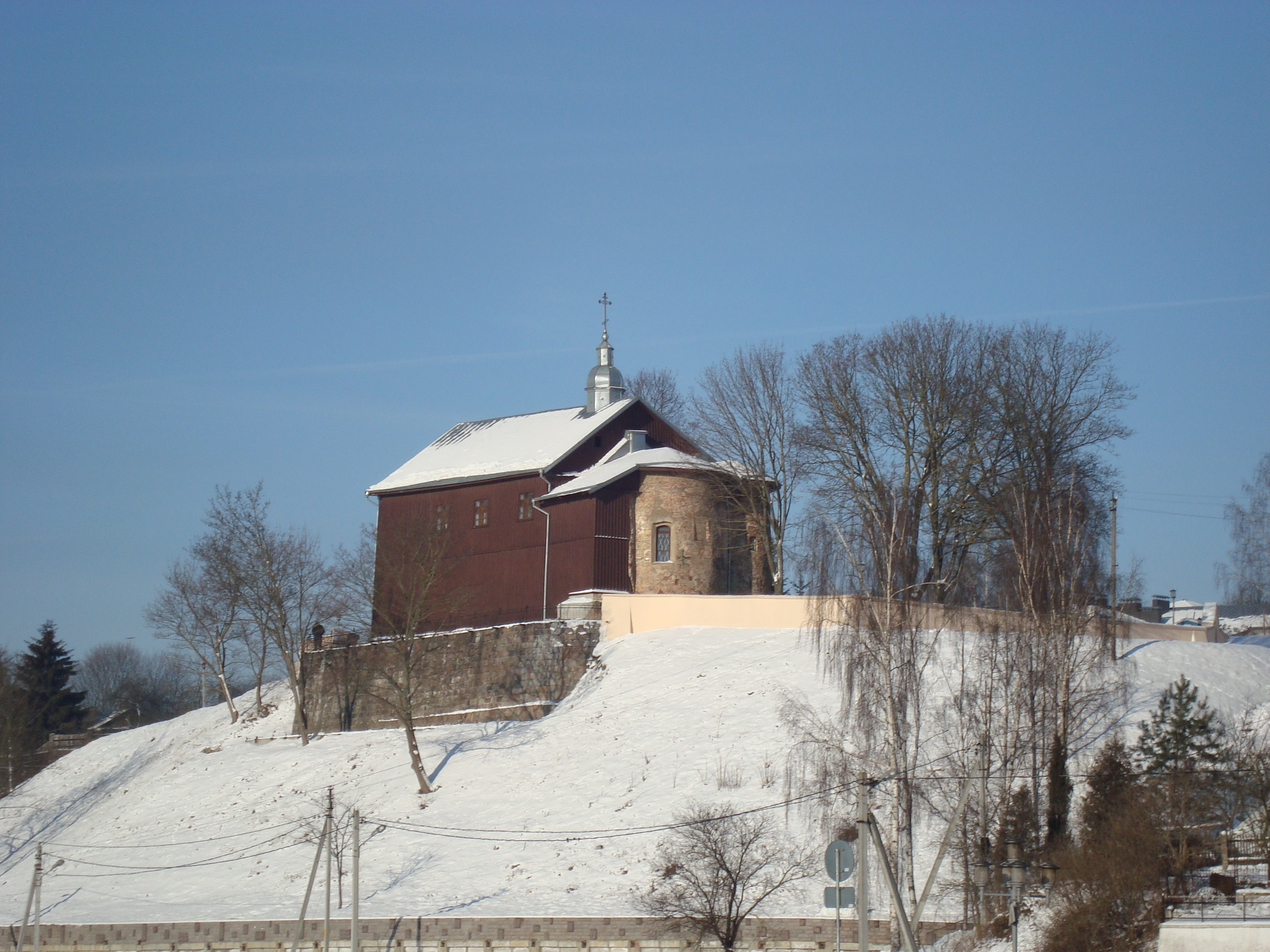
Коложская церковь на высоком берегу Немана

В результате в 1934 по итогам рассмотрения особой комиссией результатов раскопок на Замковой горе Иодковский был отстранён от руководства археологическими работами. Вместо него был назначен З. Дурчевский — ассистент Археологического музея в Варшаве.
В результате нового конфликта с другими археологами, спровоцированного раскопками на территории Коложской церкви в 1935 году и появившейся вслед за ними публикацией «Świątynia warowna na Kołoży w Grodnie», в 1936 году Иодковский покидает Гродно и созданный им музей и переезжает в Варшаву. Там он работает в отделе искусств Королевского Замка.
С началом Второй Мировой войны и закрытием музеев Иодковский устроился работать руководителем отдела антикварной мебели в фирме «Современный интерьер».
Во время Варшавского восстания 1944 погибла рукопись Иодковского работы по описанию золотых польских монет. Много болевший к тому времени автор так и не смог её восстановить. В октябре 1944 года Иодковский попал в концлагерь в Прушкуве. После освобождения перебрался в Краков.
После войны Иодковский активно занялся реконструкцией потерь, нанесённых руками гитлеровских оккупантов, прежде всего в области нумизматики. С мая 1945 года работал хранителем в Нумизматическом кабинете Национального музея в Варшаве. В результате работы по описанию сохранившихся нумизматических собраний и сравнению их с коллекцией 1939 года в 1948 г. появилась статья «Gabinet numizmatyczny. Dział monet średniowiecznych i nowożytnych» в сборнике «Straty kulturalne Warszawy». В статье описываются утраты Национального музея в нумизматической части.
Иодковский активно занимался общественной деятельностью. В 1946 году он возродил и возглавил Варшавское нумизматическое общество, заодно стал редактором журнала «Komunikaty Warszawskiego Towarzystwa Numizmatycznego», первый номер которого вышел 10 августа 1948 года. До своей смерти он успел выпустить 10 номеров.
Последние годы жизни Юзеф Иодковский прожил вместе с женой Галиной и дочерью Эльжбетой в здании самого музея на Аллее 3го Мая, 13. Здесь же он умер 2 января 1950 года после продолжительной болезни на 59 году жизни. Был похоронен на варшавском кладбище Воинские Повонзки.

## Награды и память
- Серебряный крест За Заслуги (1930) — за вклад в области архивного дела
- В начале 2000-х общественностью Гродно были собраны подписи за предоставление имени Иодковского отрезку Неманской набережной, которая появилась благодаря ему для защиты от подтопления холмов, на которых находятся Старый и Новый замки и Коложская церковь. Власти обращение общественности проигнорировали.

## Интересные факты
Юзеф Иодковский родился в здании бывшего дворца Четвертинских, на тот момент медицинской школы Жильбера (ул. Ожешко, дом 20).